# Liste der Bodendenkmäler in Augsburg
Auf dieser Seite sind die Bodendenkmäler in der schwäbischen kreisfreien Stadt Augsburg zusammengestellt. Diese Tabelle ist eine Teilliste der Liste der Bodendenkmäler in Bayern. Grundlage ist die Bayerische Denkmalliste, die auf Basis des Bayerischen Denkmalschutzgesetzes vom 1. Oktober 1973 erstmals erstellt wurde und seither durch das Bayerische Landesamt für Denkmalpflege geführt wird. Die folgenden Angaben ersetzen nicht die rechtsverbindliche Auskunft der Denkmalschutzbehörde.

## Bodendenkmäler der Gemeinde Augsburg

### Bodendenkmäler im Ortsteil Augsburg
| Lage                | Objekt | Akten-Nr.     | Bild |
| ------------------- | --- | ------------- | ---- |
| Augsburg (Standort) | Siedlung des Neolithikums sowie Siedlung und Gräber der römischen Kaiserzeit. | D-7-7631-0219 |      |
| Augsburg (Standort) | Spätrömische, mittelalterliche und frühneuzeitliche Befunde im Bereich der ehemalige Katholischen, jetzt Russisch-Orthodoxen Kirche St. Gallus in Augsburg.                                                 | D-7-7631-0224 |      |
| Augsburg (Standort) | Siedlung der frühen Bronzezeit. | D-7-7631-0226 |      |
| Augsburg (Standort) | Mittelalterliche und frühneuzeitliche Befunde im Bereich der Evangelisch-Lutherischen Pfarrkirche St. Jakob in Augsburg und ihrer Vorgängerbauten, mit Kirchenbestattungen der frühen Neuzeit.              | D-7-7631-0241 |      |
| Augsburg (Standort) | Gräberfeld der römischen Kaiserzeit, Massengrab der Neuzeit. | D-7-7631-0247 |      |
| Augsburg (Standort) | Mittelalterlicher Pestfriedhof. | D-7-7631-0253 |      |
| Augsburg (Standort) | Körpergräber vor- und frühgeschichtlicher oder mittelalterlicher Zeitstellung. | D-7-7631-0254 |      |
| Augsburg (Standort) | Gräberfeld der späten römischen Kaiserzeit und des Frühmittelalters. | D-7-7631-0282 |      |
| Augsburg (Standort) | Abgegangene hochmittelalterliche Hl. Grab Kapelle. | D-7-7631-0300 |      |
| Augsburg (Standort) | Körpergräber und Ziegelöfen frühgeschichtlicher oder mittelalterlicher Zeitstellung. | D-7-7631-0318 |      |
| Augsburg (Standort) | Augusta Vindelicum: Hauptstadt der römischen Provinz Rätien – Siedlungsbereich extra muros und Schiffslände.                                                                                                | D-7-7631-0384 |      |
| Augsburg (Standort) | Aelia Augusta/Augusta Vindelicum: Hauptstadt der römischen Provinz Rätien. | D-7-7631-0514 |      |
| Augsburg (Standort) | Straße der römischen Kaiserzeit. | D-7-7631-0515 |      |
| Augsburg (Standort) | Aelia Augusta/Augusta Vindelicum: Hauptstadt der römischen Provinz Rätien – Siedlungsbereich des 1.–3. Jahrhunderts, temporäre Stadtbefestigungen des späten 2. Jahrhunderts und spätrömische Gräberfelder. | D-7-7631-0517 |      |
| Augsburg (Standort) | Mittelalterliche und frühneuzeitliche Befunde im Bereich der ehemalige Augsburger Bischofsstadt. | D-7-7631-0518 |      |
| Augsburg (Standort) | Mittelalterliche Befestigung der ehemalige Augsburger Bischofsstadt. | D-7-7631-0519 |      |
| Augsburg (Standort) | Mittelalterliche und frühneuzeitliche Befunde im Bereich der Augsburger Frauenvorstadt. | D-7-7631-0520 |      |
| Augsburg (Standort) | Mittelalterliche und frühneuzeitliche Befunde im Bereich der hochmittelalterlichen Reichsstadt Augsburg. | D-7-7631-0521 |      |
| Augsburg (Standort) | Hochmittelalterliche Befestigung der Augsburger Reichsstadt. | D-7-7631-0522 |      |
| Augsburg (Standort) | Spätmittelalterliche Befestigung der Augsburger Frauenvorstadt. | D-7-7631-0523 |      |
| Augsburg (Standort) | Mittelalterliche und frühneuzeitliche Befunde im Bereich der Augsburger Jakobervorstadt. | D-7-7631-0524 |      |
| Augsburg (Standort) | Spätmittelalterliche Befestigung der Augsburger Jakobervorstadt. | D-7-7631-0525 |      |
| Augsburg (Standort) | Befestigungen der spätmittelalterlichen Augsburger Stadterweiterung Frauenvorstadt – nördlich vorgelagertes Schanzwerk.                                                                                     | D-7-7631-0526 |      |
| Augsburg (Standort) | Kloster des Mittelalters und der Neuzeit. | D-7-7631-0527 |      |
| Augsburg (Standort) | Damenstift und Kloster des Mittelalters und der Neuzeit. | D-7-7631-0528 |      |
| Augsburg (Standort) | Kloster der frühen Neuzeit. | D-7-7631-0529 |      |
| Augsburg (Standort) | Kirche des Mittelalters und der Neuzeit. | D-7-7631-0530 |      |
| Augsburg (Standort) | Mittelalterliche Domburg. | D-7-7631-0531 |      |
| Augsburg (Standort) | Kloster des Mittelalters und der Neuzeit. | D-7-7631-0532 |      |
| Augsburg (Standort) | Kirche des Frühmittelalters, Kloster des Mittelalters und der Neuzeit. | D-7-7631-0533 |      |
| Augsburg (Standort) | Kloster des Spätmittelalters und der Neuzeit. | D-7-7631-0534 |      |
| Augsburg (Standort) | Mittelalterliche Vorgängerbauten der Katholischen Filialkirche St. Peter am Perlach, Kloster des Mittelalters und der Neuzeit.                                                                              | D-7-7631-0535 |      |
| Augsburg (Standort) | Kloster des Mittelalters und der Neuzeit. | D-7-7631-0536 |      |
| Augsburg (Standort) | Kloster des Mittelalters und der Neuzeit. | D-7-7631-0537 |      |
| Augsburg (Standort) | Kloster des Mittelalters und der Neuzeit. | D-7-7631-0538 |      |
| Augsburg (Standort) | Kloster des Mittelalters und der Neuzeit. | D-7-7631-0539 |      |
| Augsburg (Standort) | Kloster des Mittelalters und der Neuzeit. | D-7-7631-0540 |      |
| Augsburg (Standort) | Kloster des Mittelalters und der Neuzeit. | D-7-7631-0541 |      |
| Augsburg (Standort) | Kloster des Mittelalters und der Neuzeit. | D-7-7631-0542 |      |
| Augsburg (Standort) | Kloster des Mittelalters und der Neuzeit. | D-7-7631-0543 |      |
| Augsburg (Standort) | Kloster des Mittelalters und der Neuzeit. | D-7-7631-0544 |      |
| Augsburg (Standort) | Damm mittelalterlicher oder frühneuzeitlicher Zeitstellung, Vogelherde und Schanze der frühen Neuzeit. | D-7-7631-0552 |      |
| Augsburg (Standort) | Siedlung der mittleren Bronzezeit, Brandgräber der Hallstattzeit. | D-7-7631-0569 |      |
| Augsburg (Standort) | Siedlung vorgeschichtlicher Zeitstellung. | D-7-7631-0573 |      |
| Augsburg (Standort) | Siedlung der römischen Kaiserzeit sowie des Mittelalters und der frühen Neuzeit. | D-7-7631-0601 |      |
| Augsburg (Standort) | Befestigung des Mittelalters oder der frühen Neuzeit. | D-7-7631-0615 |      |
| Augsburg (Standort) | Siedlung des Hoch- und Spätmittelalters sowie der frühen Neuzeit. | D-7-7631-0628 |      |
| Augsburg (Standort) | Siedlung der Latènezeit. | D-7-7631-0640 |      |

### Bodendenkmäler im Ortsteil Bergheim
| Lage                | Objekt | Akten-Nr.     | Bild |
| ------------------- | --- | ------------- | ---- |
| Bergheim (Standort) | Grabenwerk vor- und frühgeschichtlicher oder mittelalterlicher Zeitstellung.                                             | D-7-7630-0070 |      |
| Bergheim (Standort) | Grabensystem vor- und frühgeschichtlicher oder mittelalterlicher Zeitstellung.                                           | D-7-7630-0071 |      |
| Bergheim (Standort) | Grabhügel der Hallstattzeit, Straßentrassen und Graben vor- und frühgeschichtlicher oder mittelalterlicher Zeitstellung. | D-7-7630-0072 |      |
| Bergheim (Standort) | Abschnittsbefestigung der Bronzezeit.                                                                                    | D-7-7630-0073 |      |
| Bergheim (Standort) | Grabhügel vorgeschichtlicher Zeitstellung.                                                                               | D-7-7630-0074 |      |
| Bergheim (Standort) | Grabhügel vorgeschichtlicher Zeitstellung.                                                                               | D-7-7630-0075 |      |
| Bergheim (Standort) | Grabhügel vorgeschichtlicher Zeitstellung.                                                                               | D-7-7630-0076 |      |
| Bergheim (Standort) | Mittelalterliche und frühneuzeitliche Befunde im Bereich des Schlosses Wellenburg.                                       | D-7-7630-0103 |      |
| Bergheim (Standort) | Straßentrasse vor- und frühgeschichtlicher oder mittelalterlicher Zeitstellung.                                          | D-7-7630-0113 |      |
| Bergheim (Standort) | Mittelalterliche und frühneuzeitliche Befunde im Bereich der Katholischen Pfarrkirche St. Remigius in Bergheim.          | D-7-7630-0143 |      |
| Bergheim (Standort) | Siedlung des frühen Mittelalters.                                                                                        | D-7-7630-0145 |      |
| Bergheim (Standort) | Grabhügel vorgeschichtlicher Zeitstellung.                                                                               | D-7-7631-0152 |      |
| Bergheim (Standort) | Grabhügel der Hallstattzeit.                                                                                             | D-7-7631-0153 |      |
| Bergheim (Standort) | Grabhügel der Hallstattzeit.                                                                                             | D-7-7631-0154 |      |
| Bergheim (Standort) | Straßentrasse vor- und frühgeschichtlicher oder mittelalterlicher Zeitstellung.                                          | D-7-7631-0604 |      |

### Bodendenkmäler im Ortsteil Göggingen
| Lage                          | Objekt | Akten-Nr.     | Bild |
| ----------------------------- | --- | ------------- | ---- |
| Göggingen (Standort)          | Grabhügel der Hallstattzeit und Grabensystem vor- und frühgeschichtlicher Zeitstellung. | D-7-7631-0151 |      |
| Göggingen (Standort)          | Grabhügel vorgeschichtlicher Zeitstellung. | D-7-7631-0156 |      |
| Göggingen (Standort)          | Grabhügel vorgeschichtlicher Zeitstellung. | D-7-7631-0157 |      |
| Göggingen (Standort)          | Siedlung der frühen Bronzezeit, Gräber der Glockenbecher- und Urnenfelderkultur. | D-7-7631-0160 |      |
| Göggingen (Standort)          | Graben und Siedlung vor- und frühgeschichtlicher Zeitstellung. | D-7-7631-0161 |      |
| Göggingen (Standort)          | Siedlung des Endneolithikums und der Frühbronzezeit sowie der römischen Kaiserzeit, Gräber der Bronzezeit und Hallstattzeit sowie des Frühmittelalters.                                                                | D-7-7631-0162 |      |
| Göggingen (Standort)          | Siedlung der Bronzezeit, Körpergräber der späten römischen Kaiserzeit. | D-7-7631-0164 |      |
| Göggingen (Standort)          | Siedlung der Urnenfelderzeit. | D-7-7631-0167 |      |
| Göggingen (Standort)          | Siedlung vorgeschichtlicher Zeitstellung. | D-7-7631-0172 |      |
| Göggingen (Standort)          | Freilandstation des Mesolithikums. | D-7-7631-0173 |      |
| Göggingen (Standort)          | Straße der römischen Kaiserzeit. | D-7-7631-0197 |      |
| Göggingen (Standort)          | Brandgräber der römischen Kaiserzeit. | D-7-7631-0317 |      |
| Göggingen (Standort)          | Siedlung des Neolithikums, der Bronzezeit, der Hallstattzeit und der römischen Kaiserzeit, Gräber der Hallstattzeit, der Latènezeit und der römischen Kaiserzeit, Wüstung des Spätmittelalters und der frühen Neuzeit. | D-7-7631-0405 |      |
| Göggingen (Standort)          | Siedlung der Bronzezeit. | D-7-7631-0408 |      |
| Göggingen (Standort)          | Siedlung vorgeschichtlicher Zeitstellung sowie Siedlung, Gräberfeld und Wasserleitung der römischen Kaiserzeit. | D-7-7631-0513 |      |
| Göggingen (Standort)          | Siedlung der Bronzezeit, Urnenfelder-, Hallstatt- und Latènezeit sowie Gräber des Neolithikums, der mittleren Bronzezeit, der späten Bronze- und Urnenfelderzeit und der Latènezeit.                                   | D-7-7631-0572 |      |
| Göggingen (Standort)          | Siedlung der Bronzezeit und Urnenfelderzeit. | D-7-7631-0574 |      |
| Göggingen (Standort)          | Siedlung der römischen Kaiserzeit. | D-7-7631-0602 |      |
| Göggingen (Standort)          | Mittelalterliche und frühneuzeitliche Befunde im Bereich der Katholischen Pfarrkirche St. Georg und Michael in Göggingen, mit Friedhof.                                                                                | D-7-7631-0606 |      |
| Göggingen (Standort)          | Burgstall des Mittelalters. | D-7-7631-0607 |      |
| Göggingen (Standort)          | Siedlung der Vorgeschichte und des Hochmittelalters. | D-7-7631-0608 |      |
| Göggingen (Standort)          | Siedlung der römischen Kaiserzeit. | D-7-7631-0623 |      |
| Göggingen (Standort)          | Siedlung der vorgeschichtlichen Metallzeiten und der römischen Kaiserzeit, Gräber der späten römischen Kaiserzeit. | D-7-7631-0631 |      |
| Göggingen (Standort)          | Siedlung vorgeschichtlicher Zeitstellung. | D-7-7631-0634 |      |
| Göggingen (Standort)          | Siedlung vorgeschichtlicher Zeitstellung. | D-7-7631-0635 |      |
| Göggingen Augsburg (Standort) | Siedlung vorgeschichtlicher Zeitstellung. | D-7-7631-0639 |      |

### Bodendenkmäler im Ortsteil Haunstetten
| Lage                   | Objekt | Akten-Nr.     | Bild |
| ---------------------- | --- | ------------- | ---- |
| Haunstetten (Standort) | Siedlung der Urnenfelderzeit. | D-7-7631-0185 |      |
| Haunstetten (Standort) | Gräber des Spätneolithikums und der Spätbronzezeit, Gräber und Siedlung der Urnenfelderzeit.                                                                                                 | D-7-7631-0191 |      |
| Haunstetten (Standort) | Mittelalterliche und frühneuzeitliche Befunde im Bereich der Katholischen Muttergotteskapelle in Haunstetten.                                                                                | D-7-7631-0336 |      |
| Haunstetten (Standort) | Siedlung der Bronzezeit, Urnenfelder-, Hallstatt- und Latènezeit sowie der römischen Kaiserzeit, Gräber des Endneolithikums, der Bronze- und Urnenfelderzeit sowie der römischen Kaiserzeit. | D-7-7631-0368 |      |
| Haunstetten (Standort) | Siedlung vor- und frühgeschichtlicher Zeitstellung. | D-7-7631-0375 |      |
| Haunstetten (Standort) | Siedlung und Brandgräber der späten Bronzezeit, Brandgräber der Urnenfelderzeit. | D-7-7631-0380 |      |
| Haunstetten (Standort) | Siedlung der Bronzezeit, Urnenfelder- und Latènezeit sowie Körpergräber der mittleren Bronzezeit.                                                                                            | D-7-7631-0382 |      |
| Haunstetten (Standort) | Straße der römischen Kaiserzeit. | D-7-7631-0549 |      |
| Haunstetten (Standort) | Siedlung vorgeschichtlicher Zeitstellung. | D-7-7631-0575 |      |
| Haunstetten (Standort) | Siedlung der Latènezeit. | D-7-7631-0576 |      |
| Haunstetten (Standort) | Körpergräber vor- und frühgeschichtlicher Zeitstellung. | D-7-7631-0577 |      |
| Haunstetten (Standort) | Mittelalterliche und frühneuzeitliche Befunde im Bereich der Katholischen Pfarrkirche St. Georg in Haunstetten.                                                                              | D-7-7631-0610 |      |
| Haunstetten (Standort) | Siedlung vor- und frühgeschichtlicher Zeitstellung. | D-7-7731-0166 |      |
| Haunstetten (Standort) | Siedlung der römischen Kaiserzeit. | D-7-7731-0167 |      |
| Haunstetten (Standort) | Siedlung des Neolithikums und vor- und frühgeschichtlicher Zeitstellung. | D-7-7731-0192 |      |
| Haunstetten (Standort) | Siedlung des Neolithikums. | D-7-7731-0197 |      |
| Haunstetten (Standort) | Wasserleitung der römischen Kaiserzeit. | D-7-7731-0201 |      |
| Haunstetten (Standort) | Siedlung und Gräber der frühen Bronzezeit sowie Siedlung der römischen Kaiserzeit. | D-7-7731-0218 |      |

### Bodendenkmäler im Ortsteil Hochzoll
| Lage                | Objekt                                                  | Akten-Nr.     | Bild |
| ------------------- | ------------------------------------------------------- | ------------- | ---- |
| Hochzoll (Standort) | Straße der römischen Kaiserzeit.                        | D-7-7631-0010 |      |
| Hochzoll (Standort) | Gräber der römischen Kaiserzeit.                        | D-7-7631-0011 |      |
| Hochzoll (Standort) | Siedlung vor- und frühgeschichtlicher Zeitstellung.     | D-7-7631-0017 |      |
| Hochzoll (Standort) | Siedlung vor- und frühgeschichtlicher Zeitstellung.     | D-7-7631-0202 |      |
| Hochzoll (Standort) | Körpergräber des frühen Mittelalters.                   | D-7-7631-0203 |      |
| Hochzoll (Standort) | Historischer Lechübergang und frühneuzeitliche Bastion. | D-7-7631-0556 |      |
| Hochzoll (Standort) | Körpergräber vor- und frühgeschichtlicher Zeitstellung. | D-7-7631-0558 |      |
| Hochzoll (Standort) | Straße der römischen Kaiserzeit.                        | D-7-7631-0560 |      |

### Bodendenkmäler im Ortsteil Inningen
| Lage                | Objekt | Akten-Nr.     | Bild |
| ------------------- | --- | ------------- | ---- |
| Inningen (Standort) | Grabhügel vorgeschichtlicher Zeitstellung. | D-7-7631-0177 |      |
| Inningen (Standort) | Rechteckiges Grabenwerk vor- und frühgeschichtlicher Zeitstellung. | D-7-7631-0178 |      |
| Inningen (Standort) | Grabhügel und Straßentrasse vor- und frühgeschichtlicher Zeitstellung. | D-7-7631-0179 |      |
| Inningen (Standort) | Siedlung der Bronzezeit und Latènezeit, der römischen Kaiserzeit und des Mittelalters, Körpergräber des Frühmittelalters.                                                     | D-7-7631-0182 |      |
| Inningen (Standort) | Körpergräber der römischen Kaiserzeit. | D-7-7631-0183 |      |
| Inningen (Standort) | Straße der römischen Kaiserzeit. | D-7-7631-0354 |      |
| Inningen (Standort) | Siedlung der Bronzezeit, Urnenfelder-, Hallstatt- und Latènezeit sowie der römischen Kaiserzeit, Gräber der Glockenbecher- und Urnenfelderzeit sowie des frühen Mittelalters. | D-7-7631-0369 |      |
| Inningen (Standort) | Siedlung des Neolithikums. | D-7-7631-0370 |      |
| Inningen (Standort) | Siedlung vorgeschichtlicher Zeitstellung, der frühen Bronzezeit und Urnenfelderzeit sowie des Mittelalters.                                                                   | D-7-7631-0374 |      |
| Inningen (Standort) | Burgstall des Mittelalters. | D-7-7631-0376 |      |
| Inningen (Standort) | Siedlung des Neolithikums und der Bronzezeit. | D-7-7631-0495 |      |
| Inningen (Standort) | Straße der römischen Kaiserzeit. | D-7-7631-0551 |      |
| Inningen (Standort) | Wasserleitung der römischen Kaiserzeit. | D-7-7631-0554 |      |
| Inningen (Standort) | Grabhügel vorgeschichtlicher Zeitstellung. | D-7-7631-0555 |      |
| Inningen (Standort) | Siedlung vorgeschichtlicher Zeitstellung. | D-7-7631-0571 |      |
| Inningen (Standort) | Siedlung vorgeschichtlicher Zeitstellung. | D-7-7631-0578 |      |
| Inningen (Standort) | Siedlung der frühen und mittleren Bronzezeit, der Urnenfelder- und Hallstattzeit sowie des Mittelalters.                                                                      | D-7-7631-0579 |      |
| Inningen (Standort) | Siedlung der Bronzezeit und Hallstattzeit sowie des frühen Mittelalters. | D-7-7631-0580 |      |
| Inningen (Standort) | Gräber der Glockenbecher- und Urnenfelderzeit, Siedlung des Mittelalters. | D-7-7631-0581 |      |
| Inningen (Standort) | Siedlung der Vorgeschichte, der römischen Kaiserzeit, des Hoch- und Spätmittelalters und der frühen Neuzeit, Brandgräber der Urnenfelderzeit.                                 | D-7-7631-0582 |      |
| Inningen (Standort) | Siedlung vorgeschichtlicher Zeitstellung. | D-7-7631-0583 |      |
| Inningen (Standort) | Mittelalterliche und frühneuzeitliche Befunde im Bereich der Katholischen Pfarrkirche St. Peter und Paul in Inningen und ihrer Vorgängerbauten.                               | D-7-7631-0585 |      |
| Inningen (Standort) | Wüstgefallene Siedlung des Mittelalters. | D-7-7631-0594 |      |
| Inningen (Standort) | Siedlung vorgeschichtlicher Zeitstellung. | D-7-7631-0612 |      |
| Inningen (Standort) | Siedlung des Spätmittelalters und der frühen Neuzeit. | D-7-7631-0621 |      |
| Inningen (Standort) | Siedlung der Vorgeschichte. | D-7-7631-0629 |      |
| Inningen (Standort) | Siedlung der Bronzezeit. | D-7-7631-0637 |      |
| Inningen (Standort) | Siedlung vor- und frühgeschichtlicher Zeitstellung. | D-7-7730-0028 |      |
| Inningen (Standort) | Siedlung der Linearbandkeramik und der römischen Kaiserzeit. | D-7-7731-0108 |      |
| Inningen (Standort) | Siedlung des Neolithikums sowie Siedlung und Gräber der römischen Kaiserzeit.                                                                                                 | D-7-7731-0168 |      |
| Inningen (Standort) | Siedlung des Neolithikums, der Bronzezeit und der römischen Kaiserzeit. | D-7-7731-0169 |      |
| Inningen (Standort) | Körpergräber vor- und frühgeschichtlicher Zeitstellung; Siedlung des Neolithikums, der Bronzezeit und Urnenfelderzeit.                                                        | D-7-7731-0170 |      |
| Inningen (Standort) | Siedlung des Neolithikums. | D-7-7731-0235 |      |

### Bodendenkmäler im Ortsteil Kriegshaber
| Lage                            | Objekt                                                                                               | Akten-Nr.     | Bild                       |
| ------------------------------- | --- | ------------- | -------------------------- |
| Kriegshaber (Standort)          | Grabhügel der Hallstattzeit.                                                                         | D-7-7631-0211 |                            |
| Kriegshaber (Standort)          | Siedlung vor- und frühgeschichtlicher Zeitstellung sowie Körpergräber des frühen Mittelalters.       | D-7-7631-0217 |                            |
| Kriegshaber (Standort)          | Siedlung der Bronzezeit und der Latènezeit, Brandgräber der römischen Kaiserzeit.                    | D-7-7631-0255 |                            |
| Kriegshaber (Standort)          | Abgegangene Kapelle der frühen Neuzeit.                                                              | D-7-7631-0614 |                            |
| Kriegshaber (Standort)          | Frühneuzeitliche Befunde im Bereich der ehemalige Synagoge in Kriegshaber und ihrer Vorgängerbauten. | D-7-7631-0632 | Bodendenkmal D-7-7631-0632 |
| Kriegshaber (Standort)          | Frühneuzeitliche Befunde im Bereich des ehemaligen jüdischen Friedhofs in Kriegshaber.               | D-7-7631-0633 | Bodendenkmal D-7-7631-0633 |
| Kriegshaber Augsburg (Standort) | Siedlung vorgeschichtlicher Zeitstellung, Brandgräber der Bronzezeit.                                | D-7-7631-0638 |                            |

### Bodendenkmäler im Ortsteil Lechhausen
| Lage                  | Objekt                                                                   | Akten-Nr.     | Bild |
| --------------------- | ------------------------------------------------------------------------ | ------------- | ---- |
| Lechhausen (Standort) | Straßentrasse und Kreisgräben vor- und frühgeschichtlicher Zeitstellung. | D-7-7531-0254 |      |
| Lechhausen (Standort) | Straßentrasse und Siedlung vor- und frühgeschichtlicher Zeitstellung.    | D-7-7631-0208 |      |
| Lechhausen (Standort) | Körpergräber des frühen Mittelalters.                                    | D-7-7631-0218 |      |
| Lechhausen (Standort) | Siedlung des hohen Mittelalters sowie der frühen Neuzeit.                | D-7-7631-0624 |      |
| Lechhausen (Standort) | Siedlung der Vorgeschichte.                                              | D-7-7631-0627 |      |

### Bodendenkmäler im Ortsteil Leitershofen
| Lage                    | Objekt                                                                | Akten-Nr.     | Bild |
| ----------------------- | --------------------------------------------------------------------- | ------------- | ---- |
| Leitershofen (Standort) | Grabhügel vorgeschichtlicher Zeitstellung und Siedlung der Eisenzeit. | D-7-7631-0596 |      |

### Bodendenkmäler im Ortsteil Oberhausen
| Lage                  | Objekt | Akten-Nr.     | Bild |
| --------------------- | --- | ------------- | ---- |
| Oberhausen (Standort) | Freilandstation des Mesolithikums.                                                                                      | D-7-7531-0131 |      |
| Oberhausen (Standort) | Straßentrasse mittelalterlicher und frühneuzeitlicher Zeitstellung.                                                     | D-7-7531-0262 |      |
| Oberhausen (Standort) | Frührömisches Militärlager, Siedlung der römischen Kaiserzeit.                                                          | D-7-7631-0228 |      |
| Oberhausen (Standort) | Siedlung des Neolithikums und der Urnenfelderzeit.                                                                      | D-7-7631-0229 |      |
| Oberhausen (Standort) | Körpergräber der römischen Kaiserzeit und des Frühmittelalters.                                                         | D-7-7631-0269 |      |
| Oberhausen (Standort) | Straße der römischen Kaiserzeit.                                                                                        | D-7-7631-0352 |      |
| Oberhausen (Standort) | Siedlung der römischen Kaiserzeit.                                                                                      | D-7-7631-0570 |      |
| Oberhausen (Standort) | Siedlung, Straße und Gräber der römischen Kaiserzeit.                                                                   | D-7-7631-0588 |      |
| Oberhausen (Standort) | Gräber der römischen Kaiserzeit.                                                                                        | D-7-7631-0589 |      |
| Oberhausen (Standort) | Siedlung des Frühmittelalters sowie des Spätmittelalters und der frühen Neuzeit.                                        | D-7-7631-0595 |      |
| Oberhausen (Standort) | Mittelalterliche und frühneuzeitliche Befunde im Bereich der Katholischen Pfarrkirche St. Peter und Paul in Oberhausen. | D-7-7631-0617 |      |
| Oberhausen (Standort) | Grabfunde der römischen Kaiserzeit.                                                                                     | D-7-7631-0625 |      |
| Oberhausen (Standort) | Siedlung des späten Mittelalters und der frühen Neuzeit.                                                                | D-7-7631-0626 |      |
| Oberhausen (Standort) | Siedlung der römischen Kaiserzeit.                                                                                      | D-7-7631-0630 |      |
| Oberhausen (Standort) | Siedlung der römischen Kaiserzeit sowie des Spätmittelalters und der frühen Neuzeit.                                    | D-7-7631-0636 |      |

### Bodendenkmäler im Ortsteil Pfersee
| Lage               | Objekt | Akten-Nr.     | Bild |
| ------------------ | --- | ------------- | ---- |
| Pfersee (Standort) | Mittelalterliche und frühneuzeitliche Befunde im Bereich der Katholischen Filialkirche St. Michael in Persee. | D-7-7631-0619 |      |
| Pfersee (Standort) | Mittelalterliche und frühneuzeitliche Befunde im Bereich des Schlosses Pfersee.                               | D-7-7631-0620 |      |

## Ehemalige Bodendenkmäler in Augsburg
| Lage       | Objekt                                                   | Akten-Nr.     | Bild |
| ---------- | -------------------------------------------------------- | ------------- | ---- |
| (Standort) | Straßentrasse vor- und frühgeschichtlicher Zeitstellung. | D-7-7631-0013 |      |